# جيمس شيرمان (لاعب كريكت)
جيمس شيرمان (بالإنجليزية: James Sherman)‏ (25 مارس 1791 - 21 يونيو 1831) هو لاعب كريكت بريطاني (وحمل سابقاً جنسية المملكة المتحدة لبريطانيا العظمى وأيرلندا).